# Nils Frykberg
Nils Frykberg (* 13. März 1888 in Uppsala; † 13. Dezember 1966 in Gävle) war ein schwedischer Mittel- und Langstreckenläufer.
Beim Mannschaftsrennen über 3000 m der Olympischen Spiele 1912 in Stockholm kam er auf dem 11. Platz ins Ziel. Obwohl er als Fünfter des schwedischen Teams nicht in die Punktewertung kam, wurde er wie der Rest der Mannschaft mit einer Silbermedaille ausgezeichnet. Über 1500 m schied er im Vorlauf aus.
1917 wurde er nationaler Vizemeister über 1500 m. Seine persönliche Bestzeit über diese Distanz von 4:05,3 min stellte er am 8. Juni 1913 in Stockholm auf.